# Peter Sehr
Peter Sehr, né le 10 juin 1951 à Bad König et mort le 8 mai 2013 à Munich est un réalisateur allemand.

## Filmographie
- 1991 : Das serbische Mädchen
- 1993 : Kaspar Hauser (Grand prix du cinéma allemand 1994)[2]
- 1997 : Berlin Niagara (Obsession)
- 2001 : Love the Hard Way
- 2008 : La Femme de l'anarchiste
- 2012 : Ludwig II.